# Richard Connell
Pour les articles homonymes, voir Connell.
Richard Connell, de son vrai nom Richard Edward Connell Jr, est un écrivain et scénariste américain, né le 17 octobre 1893 à Poughkeepsie (État de New York) et mort le 22 novembre 1949 à Beverly Hills (Californie).

## Biographie
Richard Edward Connell Jr est le fils de Richard E. Connell, un journaliste local devenu conseiller politique de Franklin Delano Roosevelt au cours de la campagne électorale de 1910 pour un siège au Sénat de l'État de New York. Lorsque son père est élu au Congrès en 1911, il l'accompagne à Washington comme secrétaire. Il commence ses études à l'Université de Georgetown puis entre en deuxième année à Harvard,.
Connell a commencé à écrire dès l'âge de dix ans dans le journal de son père, à Harvard il devient rédacteur en chef du Harvard Crimson, le journal étudiant de l'université, et président du Harvard Lampoon. En 1915, après avoir obtenu son diplôme, il devient journaliste au New York American.
Il s'engage en 1917 et sert en France et en Belgique. Après sa démobilisation en 1919, il revient à New York pour travailler dans la publicité, mais peu après il quitte ce métier pour devenir écrivain.
Il publiera plusieurs centaines de nouvelles, dans le Saturday Evening Post ou dans Collier's Weekly. Plusieurs seront adaptées à la radio ou au cinéma, dont notamment The Most Dangerous Game, qui sert de base au scénario des Chasses du comte Zaroff, ou A Reputation, base du scénario de L'Homme de la rue. Il écrit aussi plusieurs romans et plus d'une douzaine de scénarios. Son implication dans le cinéma le fait déménager du Connecticut à Hollywood.
Connell meurt d'une crise cardiaque en novembre 1949.

## Œuvres

### Romans
- 1927 : The Mad Lover
- 1929 : Murder at Sea
- 1936 : Playboy
- 1937 : What Ho!

### Recueils de nouvelles
- 1922 : The Sin of Monsieur Pettipon and Other Humorous Tales
- 1925 : Variety
- 1930 : Ironies
- 1970 : Apes and Angels

### Nouvelle traduite en français
- 1925 : The Most Dangerous Game
  - Le Plus dangereux des gibiers, dans le recueil Histoires abominables, Éditions Robert Laffont (1960)
  - Le plus dangereux des jeux, première traduction intégrale du texte, traduction et postface Xavier Mauméjean, Editions du Sonneur, 2021.

## Filmographie

### Comme scénariste
- 1936 : Soupe au lait de Leo McCarey et Norman Z. McLeod
- 1937 : Love on Toast (en) de Ewald André Dupont
- 1937 : Okusama ni shirasu bekarazu de Minoru Shibuya
- 1938 : Madame et son cowboy de H.C. Potter
- 1938 : Dr. Rhythm de Frank Tuttle
- 1940 : Hired Wife de William A. Seiter
- 1941 : Toute à toi de William A. Seiter
- 1942 : Rio Rita de S. Sylvan Simon
- 1943 : Lily Mars vedette de Norman Taurog
- 1944 : Deux Jeunes Filles et un marin (Two Girls and a Sailor), de Richard Thorpe
- 1945 : Frisson d'amour de Richard Thorpe
- 1945 : La Princesse et le Groom de Richard Thorpe
- 1948 : Amour en croisière (en) de Richard Whorf

### Comme auteur de l'histoire originale
- 1924 : Son plus beau rêve de William K. Howard
- 1925 : Bright Lights de Robert Z. Leonard
- 1927 : No Place to Go de Mervyn LeRoy
- 1929 : New Year's Eve de Henry Lehrman
- 1929 : Rues sombres (Dark Streets) de Frank Lloyd
- 1929 : Seven Faces de Berthold Viertel
- 1930 : Cheer Up and Smile de Sidney Lanfield
- 1932 : Les Chasses du comte Zaroff d'Ernest B. Schoedsack et Irving Pichel
- 1941 : L'Homme de la rue de Frank Capra

## Récompenses et distinctions
- Oscars 1942 : Nomination pour l'Oscar de la meilleure histoire originale (L'Homme de la rue), conjointement avec Robert Presnell
- Oscars 1945 : Nomination pour l'Oscar du meilleur scénario original (Deux Jeunes Filles et un marin), conjointement avec Gladys Lehman